# Haskell Wexler
Haskell Wexler (Chicago, 6 de fevereiro de 1922 - Santa Monica, 27 de dezembro de 2015) foi um diretor de fotografia estadunidense. Eleito como um dos dez mais influentes diretores de fotografia da história em uma pesquisa realizada com os membros do Sindicato Internacional de Cinematógrafos, ganhou o Oscar de melhor fotografia por "Quem Tem Medo de Virgínia Woolf" (1966) e "Esta Terra é Minha Terra" (1977).

## Infância e educação
Wexler nasceu em Chicago, Illinois, em uma família judia. Ele estudou durante um ano na Universidade da Califórnia em Berkeley, antes de passar quatro anos e meio na Marinha Mercante dos Estados Unidos durante a II Guerra Mundial.

## Carreira
Depois de retornar da Marinha Mercante, ele e seu pai criaram um pequeno estúdio em Des Plaines, onde produziram filmes industriais até 1947, quando Wexler se tornou assistente de câmera. Ele trabalhou em documentários, curtas, programas de televisão e comerciais de TV. Ele mais tarde iria co-fundar, junto com o também diretor de fotografia Conrad Hall, a Wexler-Hall, uma companhia produtora de comerciais.
Em 1963, Wexler trabalhou como diretor de fotografia em seu primeiro grande filme, America, America de Elia Kazan. Depois disso, ele continuou a trabalhar no cinema. Em 1966, ele foi o diretor de fotografia do filme Who's Afraid of Virginia Woolf?, vencendo o último Oscar Melhor Fotografia (Preto & Branco).
Seu segundo Oscar veio com o filme Bound for Glory (1976), uma biografia de Woody Guthrie (que ele havia conhecido na Marinha Mercante). Bound for Glory foi um dos primeiros filmes a fazer uso da Steadicam. Wexler também fez fotografias adicionais no filme Days of Heaven, que venceu o Oscar de Melhor Fotogragia para Néstor Almendros.
Wexler também dirigiu os filme Medium Cool (1969), Latino (1985) e From Wharf Rats to Lords of the Docks.
Em 1988, Wexler venceu o Independent Spirit Award pelo filme Matewan, também recebendo uma indicação ao Oscar. Seu trabalho no filme 61* (2001), lhe rendeu uma indicação ao Emmy Award.